# 尼皮贡河

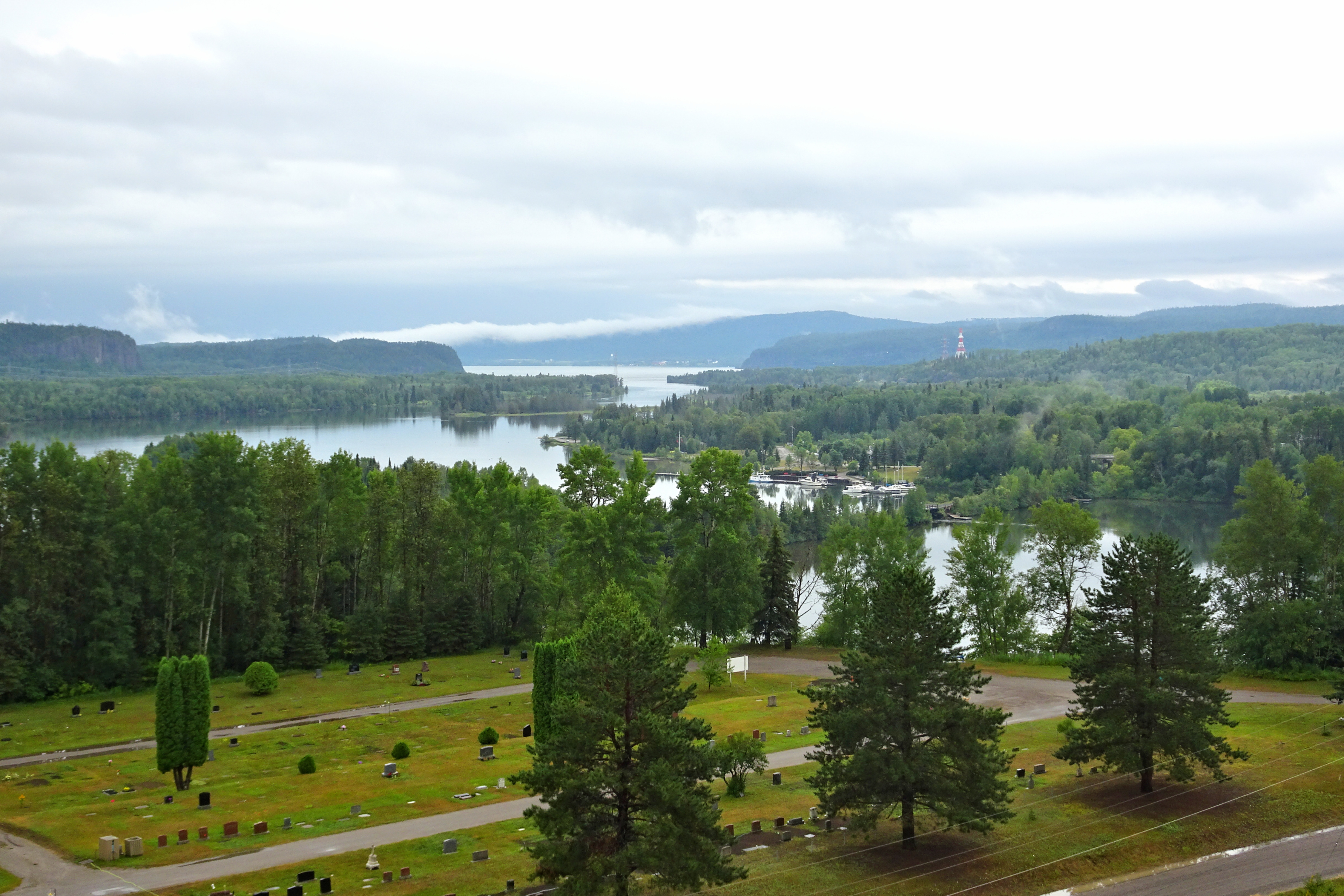

尼皮贡河（英語：Nipigon River）是加拿大安大略省西北雷灣區的一条河流，长48 km（30 mi），宽50至200米（160至660英尺），从海拔260米的尼皮贡湖流到183米的 苏必利尔湖尼皮贡湾。